# Park Kid-soon
Dans ce nom coréen, le nom de famille, Park, précède le nom personnel.
Park Kid-soon est un judoka sud-coréen.

## Palmarès international
| Année | Compétition           | Lieu           | Résultat | Catégorie      |
| ----- | --------------------- | -------------- | -------- | -------------- |
| 1965  | Championnats du monde | Rio de Janeiro | 3e       | Moins de 68 kg |
| 1967  | Championnats du monde | Salt Lake City | 2e       | Moins de 70 kg |